# Nikołaj Krugłow (ur. 1950)
Nikołaj Konstantinowicz Krugłow (ros. Николай Константинович Круглов, ur. 31 stycznia 1950 we wsi Krasnyj Mys, obwód tambowski) – radziecki biathlonista, dwukrotny mistrz olimpijski i wielokrotny medalista mistrzostw świata.

## Kariera
Pierwszy sukces w karierze osiągnął w 1973 roku, kiedy zdobył złoty medal w sztafecie podczas mistrzostw ZSRR. Rok później wystartował na mistrzostwach świata w Mińsku, zajmując 17. miejsce w biegu indywidualnym i szóste w sprincie. Ponadto wspólnie z Aleksandrem Uszakowem, Aleksandrem Tichonowem i Jurijem Kołmakowem zwyciężył w sztafecie. Podczas mistrzostw świata w Anterselvie w 1975 roku zdobył już medale we wszystkich konkurencjach. Najpierw był drugi w biegu indywidualnym, rozdzielając na podium dwóch reprezentantów Finlandii: Heikkiego Ikolę i Esko Sairę. Dzień później był najlepszy w sprincie, zostając pierwszym radzieckim mistrzem świata w tej konkurencji. Wyprzedził tam swego rodaka, Aleksandra Jelizarowa i Klausa Sieberta z NRD. Ponadto sztafeta ZSRR w składzie: Uszakow, Jelizarow, Tichonow i Krugłow zajęła drugie miejsce.
W 1976 roku wziął udział w igrzyskach olimpijskich w Innsbrucku. W biegu indywidualnym dwukrotnie nie trafił na strzelnicy, mimo to zwyciężył z przewagą ponad 1:30 minuty nad Heikkim Ikolą i Aleksandrem Jelizarowem. Następnie wspólnie z Jelizarowem, Tichonowem i Iwanem Biakowem wygrał także w sztafecie. Były to jego jedyne starty olimpijskie. Z uwagi na nieobecność sprintu w programie olimpijskim rozegrano w 1976 roku również mistrzostwa świata w Anterselvie. Zawodnicy rywalizowali tam wyłącznie w sprincie, który Krugłow ukończył na trzeciej pozycji, za Tichonowem i Jelizarowem.
Podczas mistrzostw świata w Vingrom w 1977 roku wywalczył swój ostatni indywidualny medal. Był tam drugi w sprincie, rozdzielając Tichonowa i Uszakowa. Ponadto wraz z kolegami z reprezentacji zdobył kolejny złoty medal w sztafecie. Z rozgrywanych rok później mistrzostw świata w Hochfilzen wrócił bez medalu, plasując się między innymi na czwartym miejscu w sztafecie i piątym w biegu indywidualnym. Brał też udział w mistrzostwach świata w Ruhpolding w 1979 roku, gdzie indywidualnie zajmował miejsca poza czołową dziesiątką, jednak w sztafecie razem z Aleksandrem Tichonowem, Władimirem Alikinem i Władimirem Barnaszowem zajął trzecie miejsce.
W zawodach Pucharu Świata zadebiutował 13 stycznia 1978 roku w Ruhpolding, zajmując dziesiąte miejsce w biegu indywidualnym. Tym samym już w swoim debiucie zdobył pierwsze punkty. Na podium zawodów tego cyklu pierwszy raz stanął 22 lutego 1978 roku w Anterselvie, kończąc rywalizację w tej konkurencji na trzeciej pozycji. Wyprzedzili go jedynie Frank Ullrich z NRD i Aleksandr Uszakow. W kolejnych startach jeszcze dwa razy plasował się w czołowej trójce: 25 marca 1978 roku w Murmańsku wygrał bieg indywidualny, a dwa dni później w tej samej miejscowości był drugi w sprincie. W klasyfikacji generalnej sezonu 1977/1978 był piąty.
W 1975 roku został odznaczony odznaką Zasłużonego Mistrza Sportu, a rok później orderem „Znak Honoru”. Po zakończeniu kariery pracował jako trener.
Jego syn, Nikołaj Nikołajewicz Krugłow, także został biathlonistą.

## Osiągnięcia

### Igrzyska olimpijskie
| Rok  | Miejscowość | Konkurencje | Konkurencje | Konkurencje | Konkurencje | Konkurencje | Konkurencje | Konkurencje |
| Rok  | Miejscowość | IN          | SP          | PU          | MS          | RL          | MR          | SR          |
| ---- | ----------- | ----------- | ----------- | ----------- | ----------- | ----------- | ----------- | ----------- |
| 1976 | Innsbruck   | 1.          | nd.         | nd.         | nd.         | 1.          | nd.         | –           |

### Mistrzostwa świata
| Rok  | Miejscowość | Konkurencje | Konkurencje | Konkurencje | Konkurencje | Konkurencje | Konkurencje | Konkurencje |
| Rok  | Miejscowość | IN          | SP          | PU          | MS          | RL          | MR          | SR          |
| ---- | ----------- | ----------- | ----------- | ----------- | ----------- | ----------- | ----------- | ----------- |
| 1974 | Mińsk       | 17.         | 6.          | nd.         | nd.         | 1.          | nd.         | –           |
| 1975 | Anterselva  | 2.          | 1.          | nd.         | nd.         | 2.          | nd.         | –           |
| 1976 | Anterselva  | nd.         | 3.          | nd.         | nd.         | nd.         | nd.         | –           |
| 1977 | Vingrom     | 6.          | 2.          | nd.         | nd.         | 1.          | nd.         | –           |
| 1978 | Hochfilzen  | 5.          | 22.         | nd.         | nd.         | 4.          | nd.         | –           |
| 1979 | Ruhpolding  | 17.         | 14.         | nd.         | nd.         | 3.          | nd.         | –           |

### Puchar Świata

#### Miejsca w klasyfikacji generalnej
| Sezon     | Miejsce |
| --------- | ------- |
| 1977/1978 | 5.      |
| 1978/1979 | ?       |

#### Miejsca na podium chronologicznie
| Lp. | Dzień       | Rok  | Miejscowość | Konkurencja                | Lokata | Pudła | Czas biegu | Strata | Zwycięzca     |
| --- | ----------- | ---- | ----------- | -------------------------- | ------ | ----- | ---------- | ------ | ------------- |
| 1.  | 22 stycznia | 1978 | Anterselva  | Bieg indywidualny na 20 km | 3.     | ?     | ?          | ?      | Frank Ullrich |
| 2.  | 25 marca    | 1978 | Murmańsk    | Bieg indywidualny na 20 km | 1.     | ?     | ?          | –      | –             |
| 3.  | 27 marca    | 1978 | Murmańsk    | Sprint na 10 km            | 2.     | ?     | ?          | ?      | Frank Ullrich |